# Feria San Francisco (Pachuca)
La Feria San Francisco también denominada Feria de Pachuca de Soto o Feria de Hidalgo es un evento social y cultural realizado en Pachuca de Soto, México; esta feria es la fiesta más importante de la ciudad y del estado de Hidalgo. Para este evento se realizan dos ferias por separado; la Feria Tradicional San Francisco que se realiza en el Parque Hidalgo y en Convento de San Francisco, y cuyo principal día es el 4 de octubre. Y la Feria Internacional San Francisco, que se realiza en sus instalaciones especiales; entre el programa de la feria destacan las: charreadas; peleas de gallos; feria taurina; muestras artesanales, gastronómicas, industriales y ganaderas; eventos deportivos y culturales; así como de juegos mecánicos y bailes populares; se realiza anualmente en el mes de octubre.

## Historia

### Orígenes

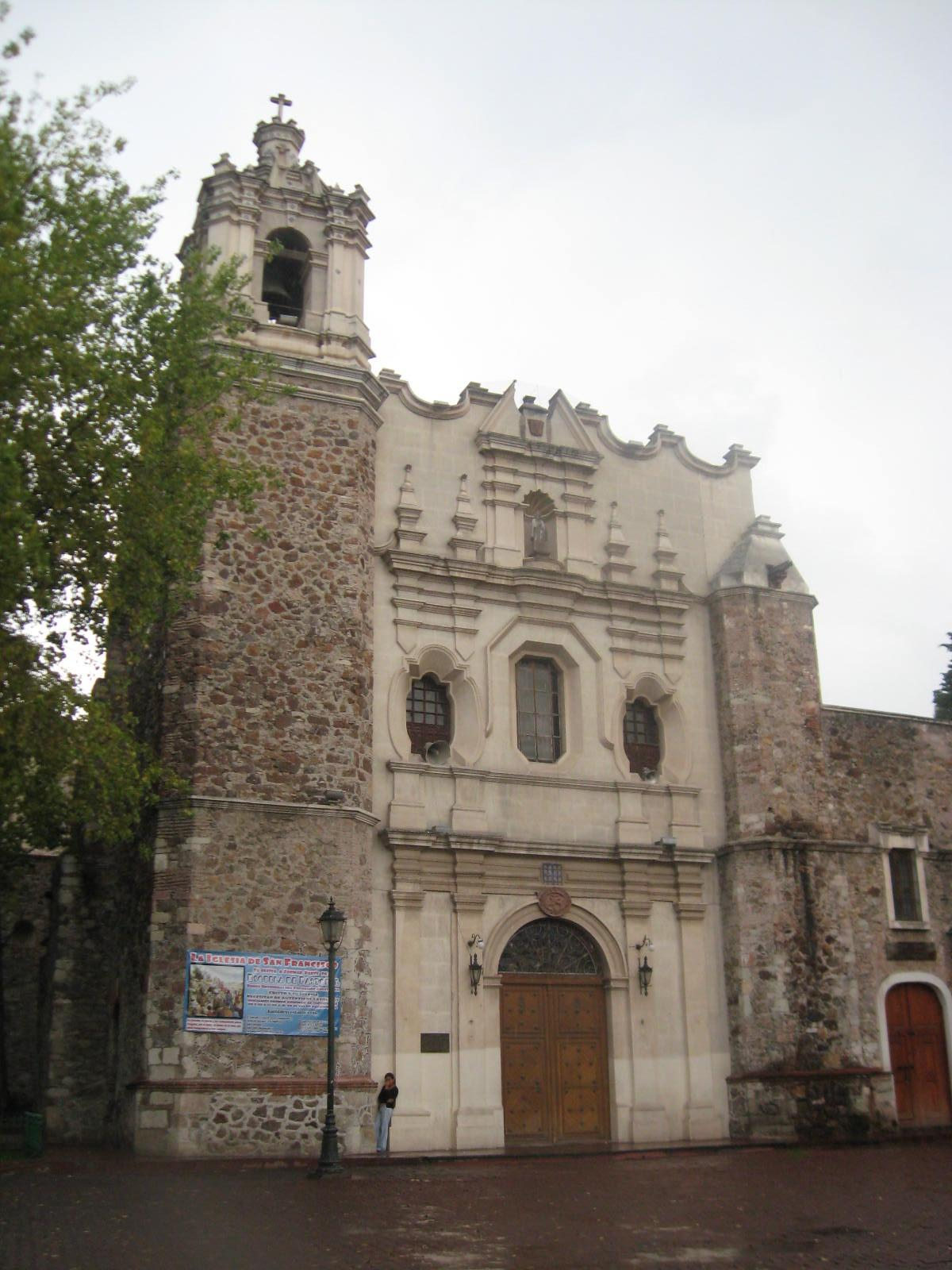
Templo y exconvento de San Francisco.

La evangelización de Pachuca de Soto, se realizó hacia 1528 por misiones franciscanas itinerantes, procedentes de Tulancingo y Tepeapulco. Sin embargo fue el clero secular, el primero en establecerse, la construcción religiosa más antigua fue la Capilla de la  Virgen de la Magdalena, terminada en 1534, ubicada en la sede de la República de Indios cerca de lo que hoy es Pachuquilla. A mediados del siglo XVI se construye la Parroquia de la Asunción, el culto a Nuestra Señora de la Asunción, se fue generalizando entre los pobladores mineros, quienes la adoptaron como patrona.

### sigloXVII
El 30 de noviembre de 1647, se procedió al derribo de la Parroquia de la Asunción, y se inició la construcción de una nueva (la que se encuentra actualmente). Durante la construcción se realizaba una feria destinada a obtener fondos, la cual se realizaba alrededor del 15 de agosto de cada año, convirtiéndose en la principal feria de la ciudad.
En 1660 se termina el Templo y convento de San Francisco, en este tiempo tuvo su origen laferia, con las celebraciones litúrgicas que realizaban los frailes franciscanos, en honor de San Francisco de Asís, a las cuales eran invitadas las autoridades civiles y eclesiásticas, tanto de la ciudad como de los pueblos circunvecinos.

### sigloXVIII
En 1732 el Convento de San Francisco fue elevado a la categoría de Colegio Apostólico de Propaganda Fide; en el año de 1772, el Colegio Apostólico alcanzó la autonomía. Por lo que aumentaron sustancialmente sus gastos, lo que se pudo lograr con las aportaciones de Pedro Romero de Terreros, a quien se nombró como patrono del convento. A partir de entonces, cada año, Pedro Romero de Terreros iniciaba el día 3 de octubre, una peregrinación con sus trabajadores y fieles que se le unían en el camino.
El contingente partía de Huasca de Ocampo, donde tenía sus haciendas continuaba por Omitlán, seguía por Mineral del Monte y llegaba a Pachuca en la madrugada del día 4 de octubre, fecha en la que se iniciaban oficialmente las celebraciones. Mientras tanto en el atrio y las huertas (hoy Parque Hidalgo), se instalaban puestos de comida, juguetes, dulces, así como vendedores de ganado y semillas. Las festividades se prolongaban por espacio de tres o cuatro días y en algunos casos hasta una semana entera. Es en este periodo en la que patronato de la ciudad pasa de Nuestra Señora de la Asunción a San Francisco de Asís.

### sigloXIX
El 3 de septiembre de 1868 se promulgó el decreto que crea la Feria de San Francisco, cuando Pachuca todavía pertenecía al estado de México; en él se estipula que se celebraría una feria cada 4 de octubre. Se otorgó licencia oficial para la celebración de la feria y concedió la condonación de todas las alcabalas a los productos que se expendieran durante ella. Desde entonces, de manera ininterrumpida se ha efectuado la feria anualmente. Durante el Porfiriato, la feria alcanzó fama sobre todo entre los habitantes de la Ciudad de México, de donde llegaban por tren, sobre todo en los fines de semana.

### sigloXX

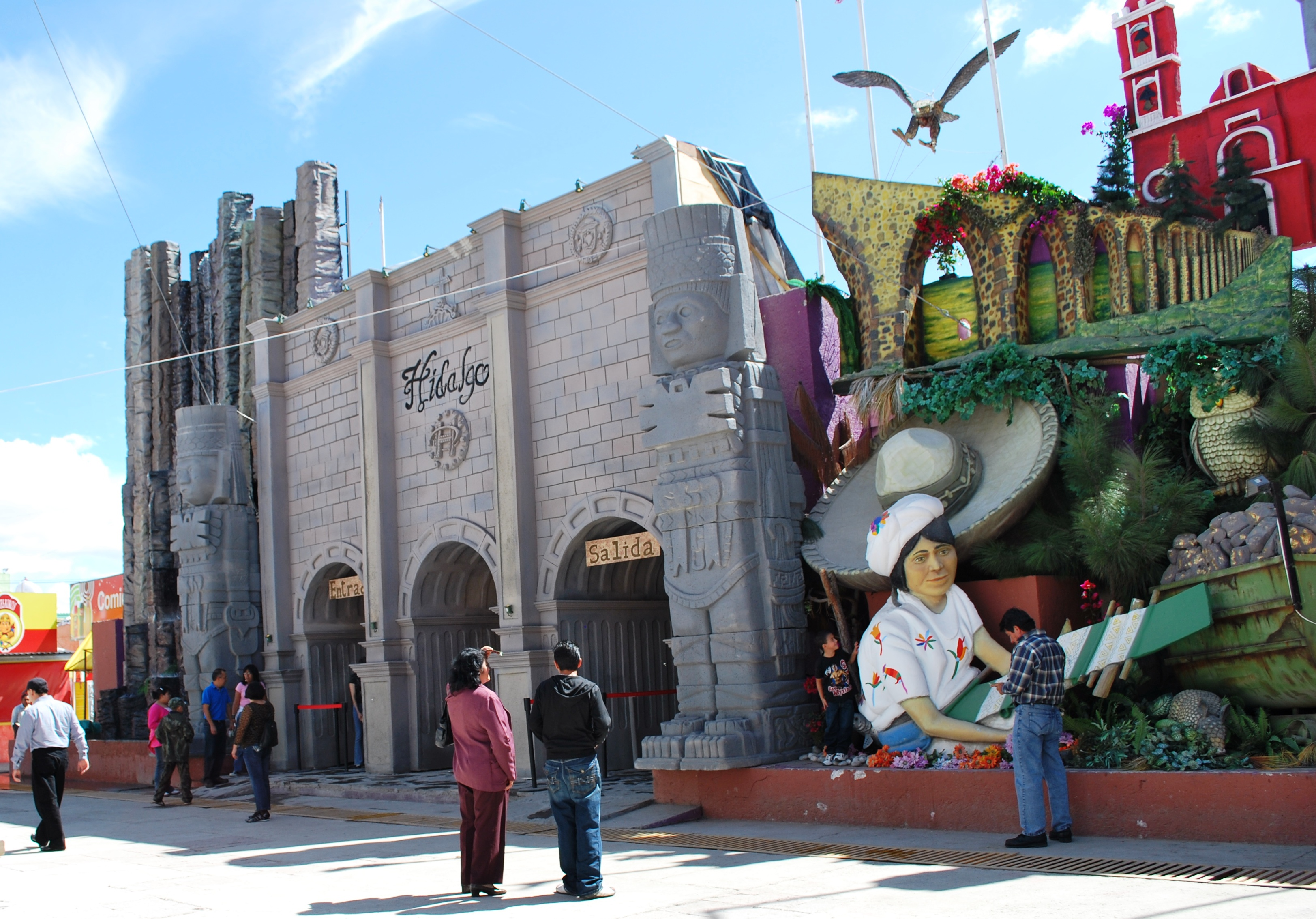
Pabellón turístico.

Durante la Revolución mexicana, las festividades  decayeron, para volver a cobrar auge, en los años 1920. Para 1953 a 1956 se convierte en la “Muestra Industrial, Agrícola y Ganadera”, y se cambió de sede al estadio deportivo de la ciudad (donde se encuentra la Escuela Normal Benito Juárez); años después volvió al Parque Hidalgo, durante el gobierno de Carlos Ramírez Guerrero, se instaló en un predio baldío, ubicado donde se encuentra el Palacio de Gobierno del Estado de Hidalgo en la Plaza Juárez. Durante el gobierno de Manuel Sánchez Vite regreso a su sede original.
En 1976 se le denomina "Feria del Caballo", y se instala en el Lienzo Charro Nicolás Romero (hoy Plaza Bella). Para 1992 se construyen las instalaciones del "Recinto Ferial de Pachuca" donde se ha celebrado desde entonces, ubicado al sur de la ciudad. En el año 2020 la Feria San Francisco, tanto la tradicional como la internacional fueron canceladas por la Pandemia de Covid-19 en el estado de Hidalgo.

## Feria tradicional
La Feria Tradicional de San Francisco, se realiza en las inmediaciones del Templo y exconvento de San Francisco y el Parque Hidalgo. En se realizan diversas actividades artísticas, culturales, religiosas y deportivas. También se realizan recorridos turísticos a la Iglesia de San Francisco. Para los espectáculos artísticos se habilita la Plaza Aniceto Ortega con presentaciones de grupos musicales y de danza.

## Feria internacional
La Feria internacional San Francisco se realiza en sus propias instalaciones. Este recinto tiene como finalidad realizar todo tipo de eventos, el área de exposición esta divida en dos naves de 4560 m², una de 3600 m² y una de 960 m², palenque techado con capacidad para 5129 personas, lienzo Charro con capacidad para 5042 personas, Pabellón Industrial, Pabellón Comercial, Pabellón Gastronómico, sanitarios, estacionamiento.
La edición 2018 presentó a veinticinco artistas; en el teatro del pueblo: El Bebeto, Manuel Mijares, CD9, Río Roma, Maldita Vecindad, Elefante, Edith Márquez, Paty Cantú, Los Yonic's, Matisse, Yuridia, Inspector, El Gran Silencio, Alberto Barros, Banda Machos, La Sonora Santanera, Yahir, Teo González, Molotov, Sebastián Yatra, Los Ángeles Azules, Morat, Grupo Latino, Cristian Castro y finalmente el 90's Pop Tour, con JNS, Caló y Fey. En el palenque se presentaron Gerardo Ortiz, Matute, Bronco, Julión Álvarez, Alfredo Olivas, Zoé, Napoleón, Banda Jerez, El Mimoso, Banda MS, Alejandro Fernández, Los Tigres del Norte.
La edición 2019 presentó a Yuridia, La Sonora Dinamita, Emmanuel, Albertano (Ariel Miramontes), JNS, Molotov, Elefante, Kumbia Kings, Gilberto Gless, Ángeles Negros, Lemongrass, Magneto, DLD, Bronco, Natti Natasha, La Sonora Santanera, Matisse, OV7, Los Auténticos Decadentes, Bobby Pulido, Fey, Mœnia, Grupo Latino y Juanes. En el palenque se presentaron Gerardo Ortiz, Cristian Nodal, Mijares, Julion Álvarez, Ángeles Azules, Matute, Banda MS, Piso 21, Alfredo Olivas, Alejandro Fernández y Los Tigres del Norte. También destacó la presentación del DJ Steve Aoki, el 10 de octubre de 2019.